# Dispokinesis
Die Dispokinesis (Wortschöpfung aus: „disponere“ = lat. „verfügen können über“ und „kinesis“ = griech. „Bewegung“) ist eine speziell für Musiker und Bühnenkünstler entwickelte Schulungs- und Therapieform nach Gerrit Onne van de Klashorst (Niederlande).
Dispokinesis kann sowohl in Pädagogik und Prävention als auch in Therapie und Rehabilitation eingesetzt werden. Mit ihren sogenannten Urgestalten von Haltung, Atmung und Bewegung wird die senso- und psychomotorische Entwicklung des Menschen vom Liegen über das Krabbeln bis hin zum Stehen durchgearbeitet. Dabei sollen  eventuelle Entwicklungslücken geschlossen und insbesondere die posturalen Reflexe (Haltungsreflexe, Aufrichtungsreflexe) gefördert werden. Eine besondere Rolle spielen weiterhin die speziell entwickelten Übungen zur Instrumental- und Gesangstechnik sowie die im Umfeld der Dispokinesis entstandene ergonomischen Hilfsmittel. Dazu zählen Sitzhilfen für Orchester- und Tasteninstrumente, Kinnhalter und Schulterstützen für hohe Streichinstrumente oder Gurte, Daumen- und Kniestützen für Blas- und Zupfinstrumente. Die instrumental- bzw. gesangstechnische Kompetenz und das Körper- und Ausdrucksbewusstsein sollen konsequent hinsichtlich der Erfordernisse einer Bühnensituation ausgebildet werden.

## Entstehung
Die Dispokinesis entstand vor mehr als 45 Jahren im Umfeld des Sweelinck-Konservatoriums Amsterdam. Der Begründer Gerrit Onne van de Klashorst (Niederlande) war selbst Pianist und Physiotherapeut und entwickelte die Dispokinesis in Zusammenarbeit mit Musikpädagogen und der neurophysiologischen Abteilung der Universität Amsterdam als eigenständige Arbeitsform. Der Begriff „Disposition“, aus dem die Bezeichnung Dispokinesis u. a. hervorging, wurde von dem Pädagogen und Musikwissenschaftler Siegfried Eberhardt mitgeprägt. Weitere Einflüsse stammen aus der Systematik der Haltung und Bewegung von Buytendijk sowie aus der reflexorientierten Arbeit in der Physiotherapie nach Bobath.
Die Dispokinesis oder Dispokinese ist eine zunächst von Musikern für Musiker entwickelte ganzheitlich orientierte Schulungs- und Therapieform auf neurophysiologischer Grundlage. Sie basiert auf der funktionellen Anatomie, Neurophysiologie und Entwicklungspsychologie sowie den Erkenntnissen in Bezug auf senso- und psychomotorische Lern- und Reifungsprozesse. Hinzu kommen die Kenntnisse und Erfahrungen bezüglich der Haltung, Spielhaltung, Atem- und Instrumentaltechnik aller Instrumente und des Gesangs sowie der Audiomotorik (das heißt des Zusammenhangs von Bewegung und Klang) und der unterschiedlichen ergonomischen Lösungsmöglichkeiten. Neben der Praxis und Lehre bezüglich Haltung, Atmung und Bewegung umfasst die Dispokinesis die Erfahrungs-, Bewusstseins- und Denkprozesse hinsichtlich der Sing-, Spiel- und Ausdrucksfähigkeit des professionellen Musikers. Disposition (oder: „die Gewissheit, gut disponiert zu sein“) wird als Freiheit zum musikalischen Ausdruck im körperlichen, seelischen und geistigen Sinne, insbesondere unter Auftrittsbedingungen, verstanden. 
Durch die Vermittlung ihrer Kenntnisse und Übungen möchte die Dispokinesis vorbeugend wirken und den Musikern und Musikpädagogen ein Repertoire von Selbsthilfemöglichkeiten weitergeben. Bei schon bestehenden Beschwerden soll sie durch ihre selbständig durchführbaren Übungen die Unabhängigkeit der Musiker von Therapeuten und Ärzten vergrößern und altersunabhängig funktionelle Defizite auf verschiedenen Ebenen beseitigen.

## Ansätze
Die Dispokinesis bietet mehrere parallel oder gestaffelt vermittelbare Ansätze:
1. Die sogenannten Urgestalten von Haltung, Atmung und Bewegung zur Weiterentwicklung und Nachreifung der Senso- und Psychomotorik. Die Urgestalten zeichnen in ca. 35 Basis-Übungen die natürlichen menschlichen Entwicklungsschritte vom Liegen über das Krabbeln bis hin zum Stehen – unter Berücksichtigung des jeweils individuellen Ausdrucksgehaltes – nach. Diese Übungen können sowohl pädagogisch als auch therapeutisch eingesetzt werden. Ihr „roter Faden“ ist die Abstimmung von Stabilisierungsfunktionen eines „durchlässigen“ Körpers mit differenzierten Bewegungs- und Atmungsformen. Über die senso- und psychomotorische Re-Edukation sollen eine vertiefte Körperwahrnehmung und ein größeres Bewusstsein für Haltungs- beziehungsweise Aufrichtungsreflexe sowie die unterschiedlichen Atmungs- und Bewegungsprozesse erlangt werden.
2. Die individuelle, optimale Anpassung des Instrumentes an den Körper unter Zuhilfenahme spezieller ergonomischer Hilfsmittel. Alle ergonomischen Gesichtspunkte und Hilfsmittel wie höhenverstellbare und kippbare Sitzhilfen für Orchester- und Tasteninstrumente, nach Form, Länge und Größe verstellbare Stachel, Kinnhalter und Schulterstützen für Streichinstrumente oder Gurte, Daumen- und Kniestützen für Blas- und Zupfinstrumente, werden berücksichtigt. Die Anpassung dieser Hilfsmittel hängt wiederum von einer physiologisch sinnvollen Instrumentalhaltung ab, welche sich unter Umständen gerade selbst in einem Veränderungs- und Entwicklungsprozess befinden kann.
3. Spezielle Übungen, Vorstellungs- und Lernhilfen zu Spieltechnik, Spielgefühl und Atmung an allen Instrumenten einschließlich des Gesangs mit dem Ziel der Ökonomie, Variabilität, Differenziertheit, Ausdrucksfähigkeit und Bühnenkompetenz. Stichworte hierzu sind die Dosierungsfähigkeit bezüglich Körperspannung und Krafteinsatz in Haltung, Atmung und Bewegung, die Dosierungs- und Differenzierungsfähigkeit im Kontakt zum Instrument beispielsweise über Saiten, Klappen, Tasten, Mundstücke, die Unabhängigkeit der beiden Hände, die Klang- und Bewegungsvorstellung, das Gefühl für „Innen- und Außenräume“, der Kontakt zum Publikum und der Umgang mit dem so genannten Lampenfieber.

## Vorgehen und Wirkungsweise
Nach einer ausführlichen allgemeinen und berufsspezifischen Anamnese erfolgt eine senso- und psychomotorische Analyse beim Spielen beziehungsweise Singen sowie eine Untersuchung ohne Instrument in den Grundhaltungen Liegen, Krabbeln, Sitzen und Stehen. Neben den Aspekten der individuellen „Ausdrucksbiographie“ wird der muskulären Tonusverteilung und der Abstimmungsfähigkeit zwischen („durchlaufenden“) Bewegungen und stabilisierenden Komponenten in aufgabenspezifischen Haltungen besondere Aufmerksamkeit geschenkt. Ergänzend können Videoaufnahmen und eine EMG-Untersuchung durchgeführt werden.
Ziel der Dispokinesis ist es, anhand der Diagnose von Spiel-Indispositionen bzw. Haltungs-, Atmungs- und Bewegungsstörungen, mit und ohne Instrument eine individuell abgestimmte Strategie zu deren Überwindung zu entwickeln. Diese Strategie unterscheidet sich grundlegend von reinen Kräftigungs- oder Gymnastikübungen. Die individuelle sensomotorische Einheit von Gefühl und Bewegung wird nie zerlegt oder durch neue Muster von außen künstlich überlagert. Vielmehr soll die Arbeit an den schon früh geprägten Reflexketten und Körpererfahrungen anhand der oben genannten Urgestalten zu einem (Wieder-)Gewinnen der ursprünglichen Disposition des Individuums führen. Eine Fixierung auf die rein körperliche Ebene wird bewusst vermieden, um die in der Bühnensituation nötige Freiheit für musikalische Inspiration und Konzentration zu ermöglichen.
Die Reflexe und Körpergefühle sollen in der Dispokinesis als komplexes Funktionsganzes zwar gezielt aktiviert werden, dies aber immer in Richtung auf ein sinnvolles musikalisches Ausdrucksziel hin. Aus dem großen Gebiet der Reflexe nehmen die so genannten posturalen Reflexe (Haltungsreflexe, Aufrichtungsreflexe) in der Arbeit der Dispokinesis einen zentralen Platz ein. Sie spielen beispielsweise für die Vermeidung von störenden Mitinnervationen eine Rolle und sind damit eine Voraussetzung für den Bewegungsfluss der Zielmotorik. Außerdem gewährleisten sie die Körperaufrichtung als senso- und psychomotorisch wesentliches Geschehen. Kompetenz und Sicherheit der aufrechten Haltung (klarer Bodenkontakt, Zentrierung auf die Körpermitte, freier Oberkörper, gelöste Schultern, Arme und Hände) wiederum werden als für die Bühnensituation entscheidende Faktoren im Hinblick auf den Umgang mit „Lampenfieber“ und eine fehlerfreie Reproduktion des musikalisch-technischen Repertoires angesehen.
In ihrem Bestreben, speziell auch die instrumentale und musikalisch-künstlerische Kompetenz und Ausdrucksfähigkeit zu optimieren, bietet die Dispokinesis weiterhin Übungen, Vorstellungs- und Lernhilfen an. Damit geht sie über Bewegungstherapie, Körperselbsterfahrung und Entspannung hinaus und stellt auch das Musizieren beziehungsweise Darstellen auf der Bühne ins Zentrum. Es kann aber zunächst eine Zeit der grundsätzlichen Arbeit ohne Instrument oder parallel zur instrumentalpraktischen Arbeit notwendig sein, um neue senso- und psychomotorische Qualitäten leichter integrieren zu können.
Die Dispokinesis versteht sich nicht als psychologische Arbeitsform, berührt aber durch die grundlegende sensomotorische Ausrichtung und die Arbeit am Körperbewusstsein sowie an der Ausdrucksfähigkeit häufig indirekt das psychische Erleben. In ihrem ganzheitlich orientierten Verständnis des Menschen geht die Dispokinesis von einem auch aus der modernen humanistischen Psychologie bekannten so genannten positiven Selbstkonzept des Individuums aus. Unter der Voraussetzung des entsprechenden Raums und der fachkundigen Begleitung soll demnach ein spontaner, eigendynamischer Entwicklungsprozess des Menschen hin zur eigenen Souveränität, Gefühls- und Ausdrucksfähigkeit stattfinden.
In der Dispokinesis wird das Schließen von Entwicklungslücken noch vor die Behandlung von Krankheitssymptomen gestellt. Auf diesem Weg spielt die Kunst der „entlockenden“, non-direktiven Vermittlung eine große Rolle, bei der die „motorische Ladung“ von Worten (seltener auch von Berührungen) für die Qualität und Präzision von Ausdrucks- und Spielbewegungen oder Haltungen verantwortlich ist. So suggeriert das in der Musikpädagogik oft gebrauchte Wort „Griff“ einen Aktivitätszustand von Hand und Arm, der mit dem Packen eines Gegenstands assoziiert ist. Genau dieser Aktivitätszustand des Packens zählt aber zu den häufigsten Ursachen von Verspannungen und Beschwerden bei Musikern. In diesem Falle würde die Dispokinesis von einer ungünstigen „motorischen Ladung“ sprechen und das Wort „Griff“ ersetzen. Alternativ könnten Worte wie „Fingerposition“, „Anfassen“, „Beherbergen“ oder „Berühren“ eine günstigere Aktivität von Hand und Arm „entlocken“, wenn sie mit den spezifischen instrumentalen und individuellen Erfordernissen in geeigneter Weise verknüpft werden.
Das im Dispokinesis-Unterricht bzw. in der Dispokinesis-Therapie Erfahrene soll das eigene Üben des Musikers als „Selbstunterricht“ und in der Folge dann die Art und Weise formen, in der die eigenen Schüler angeleitet werden. Die Arbeit an den oft tief verankerten Spielvorstellungen und den oben erwähnten, größtenteils unbewusst gewordenen Körpergefühlen und Reflexsystemen ermöglicht auch die konstruktive Veränderung von ungünstigen Stereotypen und Automatismen. Diese gehören unter anderem zu den Ursachen der so genannten tätigkeitsspezifischen fokalen Dystonien („Berufskrämpfen“) bei Musikern.

## Typische Indikationen
Funktionelle Störungen und Schmerzsyndrome bei Musikern und anderen exponierten Berufen, Ausdrucks- und Spielindispositionen, Lampenfieber, Haltungs-, Atmungs- und Bewegungsstörungen.
Die Dispokinesis kann einzeln und in Gruppen vermittelt werden. Schon wenige Sitzungen können in einzelnen Fällen eine Veränderung bewirken, oft ist jedoch eine längerfristig angelegte Arbeit notwendig.

## Ausbildung in Dispokinesis
Die weltweit bisher über 200 diplomierten Dispokinesis-Lehrer bzw. -Therapeuten haben obligatorisch ein vollständiges Musikstudium, ein Jahr Einzelausbildung und eine zwei- bis dreijährige, berufsbegleitende Ausbildung in Dispokinesis absolviert. Dispokinesis-Therapeuten haben zusätzlich ein medizinisches oder psychologisches Studium oder eine physiotherapeutische Ausbildung absolviert.
Ausbildungsmöglichkeiten bestehen derzeit in Deutschland unter dem organisatorischen Dach der Europäischen Gesellschaft für Dispokinesis – EGD und der Gesellschaft für Dispokinesis nach G.O. van de Klashorst e.V. GDVDK. Die meisten diplomierten Dispokinesis-Lehrer sind hauptberuflich Musiklehrer an Musikschulen und Musikhochschulen oder Orchestermusiker. 
Physiotherapeuten, Ärzte und Psychologen, welche die Dispokinesis in ihre Arbeit miteinbeziehen, sind noch die Ausnahme.